# Mine Haus Österreich
La mine Haus Österreich (ou puits Mathis), datée des XVIe et XVIIIe siècles est un monument historique situé à Lalaye, dans le département français du Bas-Rhin.

## Localisation
Le puits de mine est situé dans une cuve en béton armé en dessous d'une grange privée, au 57, rue Principale à Lalaye, dans le département du Bas-Rhin, en région Grand Est.

## Historique
La mine d'argent est attesté active entre 1565 et 1572 à la fois pour l'extraction et pour l'exhaure. L'activité reste intermittente avec une relance de l'activité dans les années 1740. L'édifice fait l'objet d'un classement au titre des monuments historiques depuis 1997.

## Architecture
Il s'agit d'un puits de mine boisé de 70 mètres de profondeur. Il possède un système d'exhaure à balancier qui était actionné par une roue à aubes.

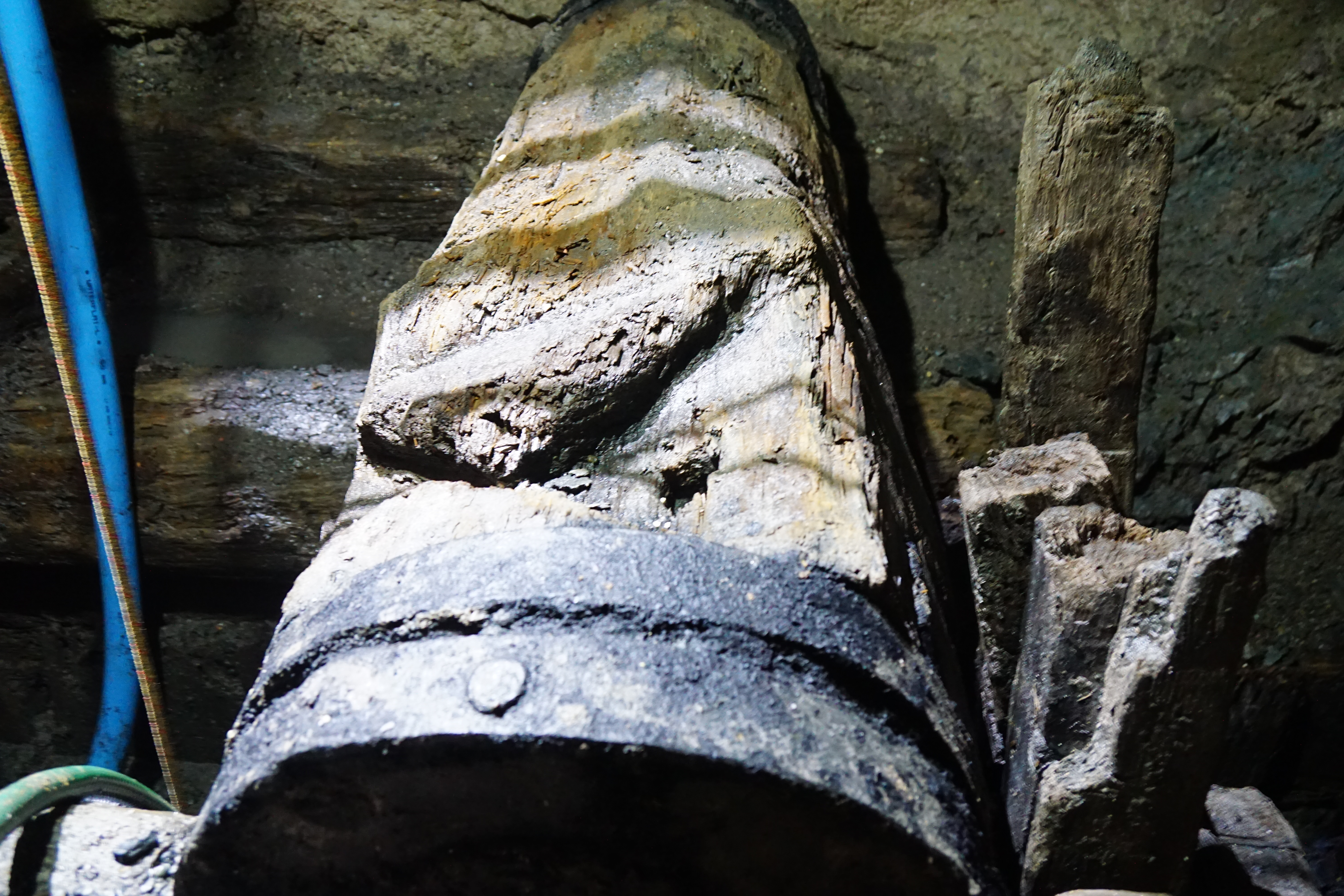
Support de rotation du balancier resté en place sur le puits.
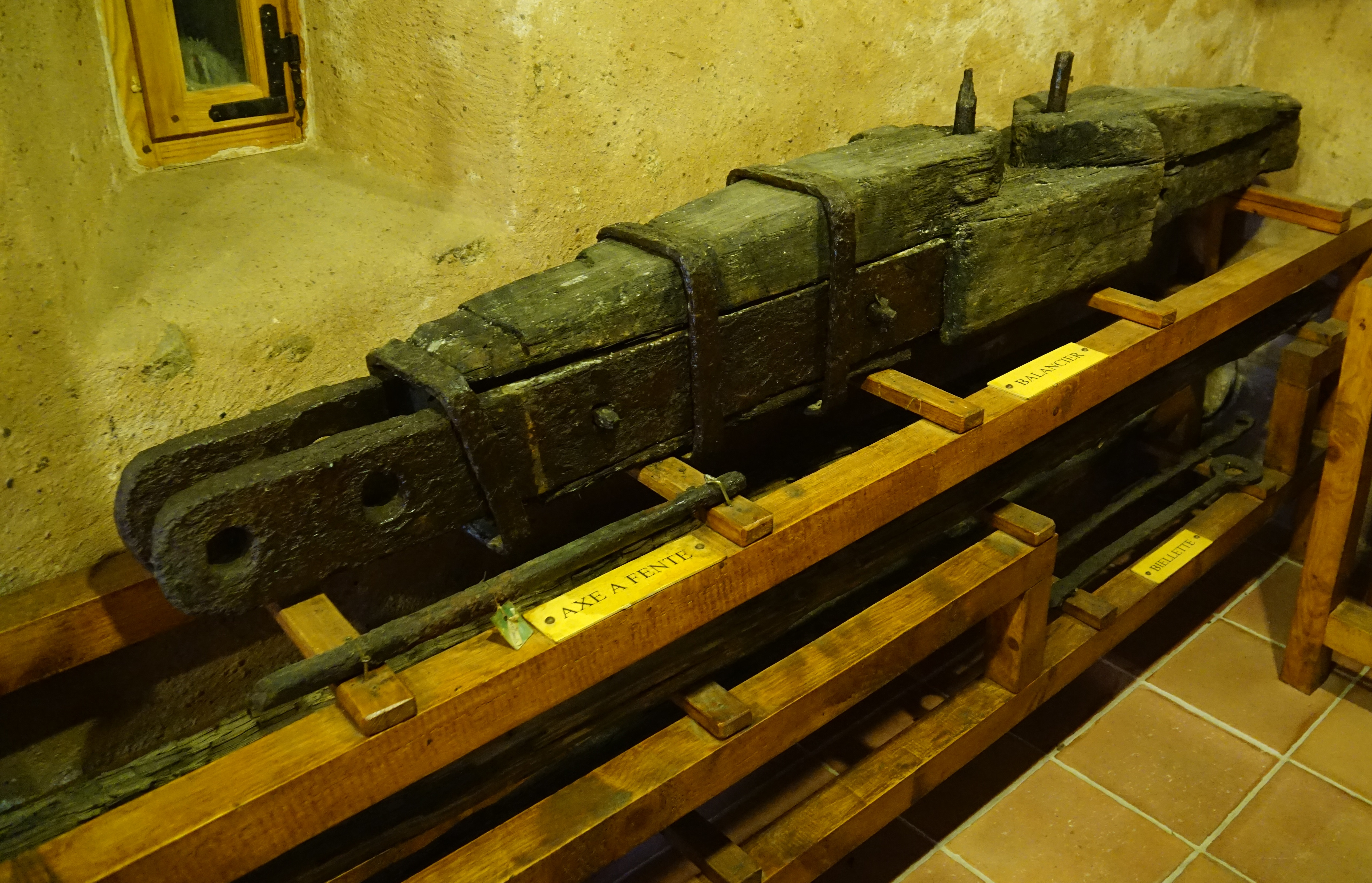
Le balancier conservé à la Maison du Val de Villé.
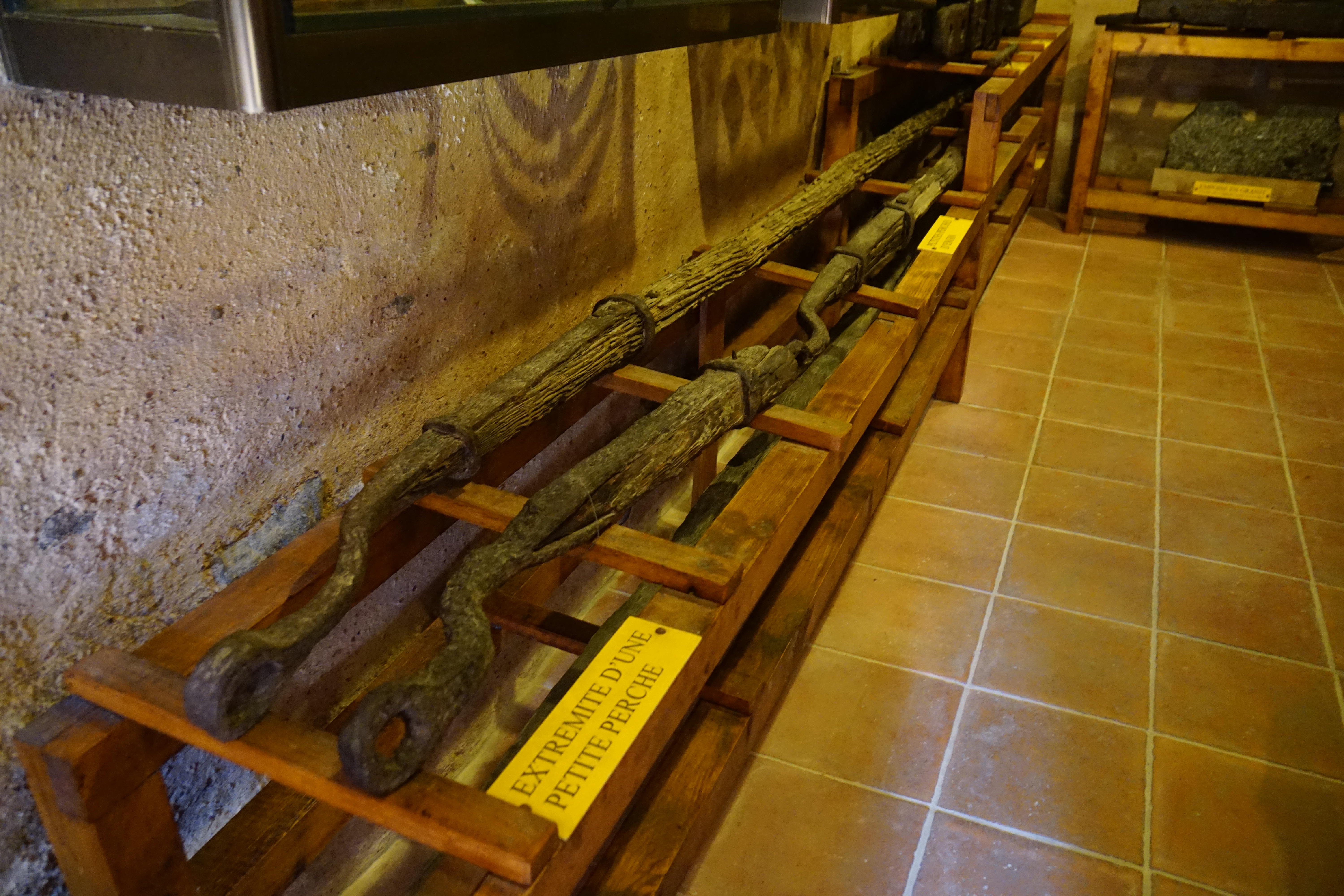
Petites perches.
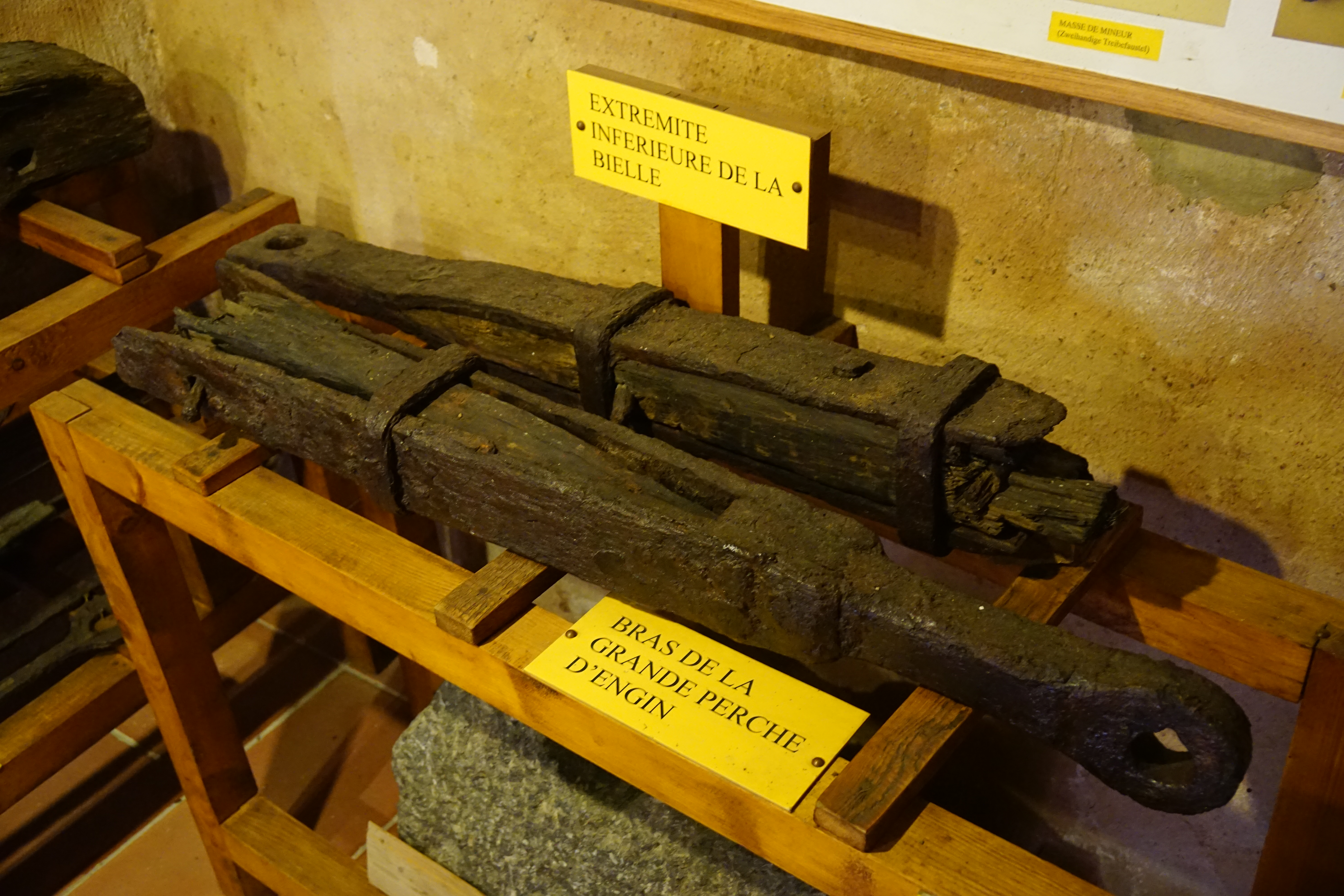
Bielle et bras de la grande perche.